# Sturnira nana
Sturnira nana (Gardner & O'Neill, 1971) è un pipistrello della famiglia dei Fillostomidi endemico del Perù.

## Descrizione

### Dimensioni
Pipistrello di piccole dimensioni, con la lunghezza totale di 51 mm, la lunghezza dell'avambraccio tra 32 e 36 mm, la lunghezza del piede di 10 mm, la lunghezza delle orecchie di 13 mm.

### Aspetto
Le parti dorsali sono bruno-grigiastre scure, mentre le parti ventrali sono più chiare. Il muso è corto e largo. La foglia nasale è ben sviluppata e lanceolata, con la porzione anteriore saldata al labbro superiore. Le orecchie sono corte, triangolari, con l'estremità arrotondata ed ampiamente separate. Il trago è corto ed affusolato. Le ali sono attaccate posteriormente sulle caviglie. È privo di coda, mentre l'uropatagio è ridotto ad una frangia di peli lungo la parte interna degli arti inferiori. Il calcar è rudimentale. Il cariotipo è 2n=30 FNa=56.

## Biologia

### Alimentazione
Si nutre di frutta.

## Distribuzione e habitat
Questa specie è conosciuta soltanto nel Perù meridionale.
Vive nelle foreste umide primarie montane.

## Conservazione
La IUCN Red List, considerato l'areale limitato e frammentato, il continuo declino nell'estensione e nella qualità del proprio habitat, classifica S.nana come specie in pericolo di estinzione (Endangered).